# Plasa Căinari, județul Tighina
Plasa Căinari a fost o unitate administrativ-teritorială din județul Tighina creată în anul 1918, după unirea Basarabiei cu România. Ulterior, a suferit modificări teritoriale în anul 1925 când a fost implementată Legea de unificare administrativă pentru întregul Regat al României, înlocuind specificul organizărilor anterioare din din perioada țaristă. În 1929 plasa a fost desființată, iar localitățile au fost distribuite între plășile Cimișlia și Căușani.

## Localități
| Comună            | Localități                  | Amplasarea actuală |
| ----------------- | --------------------------- | ------------------ |
| 1. Balmaz         |                             |                    |
| Balmaz            | Balmaz, Anenii Noi          |                    |
| Ciobaneasa        | Ciobanovca, Anenii Noi      |                    |
| Conacu-Zvolinschi | Conacu                      |                    |
| Dunduc            | Mirnoe, Anenii Noi          |                    |
| Nicoleanca-Nouă   | Nicolaevca, Anenii Noi      |                    |
| Pădureț           | Desființat                  |                    |
| Satu-de-Sus       |                             |                    |
| Scroafa           | inclus în satul Troița Nouă |                    |
| Ștefănești        | Ștefănești, Ștefan Vodă     |                    |
| Troița-Nouă       | Troița Nouă, Anenii Noi     |                    |
| 2. Batâr          | Batâr                       | Batîr, Cimișlia    |
| 3. Căinari        |                             |                    |
| Căinari           | Căinari                     |                    |
| Cârnăițenii-Noui  | Cîrnățenii Noi, Căușeni     |                    |
| Chircăeștii-Noui  | Chircăieștii Noi, Căușeni   |                    |
| Constantinești    | Constantinovca, Căușeni     |                    |
| Cureni            | Desființat                  |                    |
| Cuza-Vodă         | Desființat                  |                    |
| Emental           | Pervomaisc, Căușeni         |                    |
| Hârtop-Hasan      | Desființat                  |                    |
| 4. Cașcalia       |                             |                    |
| Cașcalia          | Coșcalia, Căușeni           |                    |
| Zoloteanca        | Zolotievca, Anenii Noi      |                    |
| 5. Cărbuna        |                             |                    |
| Cărbuna           | Cărbuna, Ialoveni           |                    |
| Alexenețu         |                             |                    |
| 6. Ciuflești      |                             |                    |
| Ciuflești         | Ciuflești, Căușeni          |                    |
| Surchiceni        | Surchiceni, Căușeni         |                    |
| 7. Gangura        |                             |                    |
| Alexandreni-Noui  | Alexandrovca, Ialoveni      |                    |
| Caucaz            |                             |                    |
| Gangura           | Gangura, Ialoveni           |                    |
| Humulești         |                             |                    |
| Moleștii-Noui     |                             |                    |
| Picus             | Picus, Anenii Noi           |                    |
| Țarina            |                             |                    |
| 8. Geamăna        |                             |                    |
| Barcareni         | Desființat                  |                    |
| Batâc             | Batîc, Anenii Noi           |                    |
| Geamăna           | Geamăna, Anenii Noi         |                    |
| Gheorghieni       |                             |                    |
| Larga             | Larga, Anenii Noi           |                    |
| Ochiu-Roș-Nou     |                             |                    |
| Ochiu-Roș-Vechiu  | Ochiul Roș, Anenii Noi      |                    |
| 9. Lac            |                             |                    |
| Colbarâș          | Novoukrainka, Ucraina       |                    |
| Lac               | Vîsoceanske, Ucraina        |                    |
| 10. Taraclia      |                             |                    |
| Baimaclia         | Baimaclia, Căușeni          |                    |
| Taraclia          | Taraclia, Căușeni           |                    |